# Équipe d'Allemagne masculine de handball aux Jeux olympiques d'été de 2016
Cet article relate le parcours de l'Équipe d'Allemagne de handball masculin lors des Jeux olympiques de 2016 organisés au Brésil. Il s'agit de la 6e participation de l'Allemagne aux Jeux olympiques.
Premier de la poule B, l’Allemagne est qualifiée pour les quarts de finale où elle s’impose face au Qatar avant d’être éliminée en demi-finale par la France. Elle remporte finalement la médaille de bronze aux dépens de la Pologne.

## Maillots
L'équipe d'Allemagne porte pendant les Jeux de Rio de Janeiro un maillot confectionné par l'équipementier Kempa.
| Couleurs | Noir, rouge, jaune |
| Marque   | Kempa              |
| Domicile | Extérieur          |

## Matchs de préparation
A l'occasion de la préparation, l'équipe d'Allemagne a disputé, les 22 et 24 juillet 2016, deux matchs de préparation à l’occasion de l'Eurotournoi à Strasbourg : le vendredi 22 juillet où l'Allemagne est battu par le Danemark à l'occasion des demi-finales et se contente de la petite finale, le dimanche 24 juillet où la Mannschaft se défait de l'Égypte et se classe troisième de la compétition.
| Équipe 1  | Résultat | Équipe 2  |
| --------- | -------- | --------- |
| Allemagne | 38-32    | Tunisie   |
| Danemark  | 25-19    | Allemagne |
| Allemagne | 30-27    | Égypte    |
| Allemagne | Annulé   | Croatie   |

## Effectif
| Sélectionneur            | Sélectionneur       | Dagur Sigurðsson         | Dagur Sigurðsson | Dagur Sigurðsson         |
| N°                       | Nom                 | Date de naissance et âge | Sél. (buts)      | Club                     |
| Gardiens de but          |                     |                          |                  |                          |
| 12                       | Silvio Heinevetter  | 21 octobre 1984          | 140 (1)          | Füchse Berlin            |
| 33                       | Andreas Wolff       | 3 mars 1991              | 32 (1)           | VfL Gummersbach          |
| Ailiers                  |                     |                          |                  |                          |
| 3                        | Uwe Gensheimer      | 26 octobre 1986          | 121 (528)        | Paris Saint-Germain      |
| 9                        | Tobias Reichmann    | 27 mai 1988              | 48 (137)         | KS Vive Targi Kielce     |
| 14                       | Patrick Groetzki    | 4 juillet 1989           | 98 (273)         | Rhein-Neckar Löwen       |
| Arrières et Demi-centres |                     |                          |                  |                          |
| 19                       | Martin Strobel      | 5 juin 1986              | 127 (149)        | HBW Balingen-Weilstetten |
| 42                       | Paul Drux           | 7 février 1995           | 32 (64)          | Füchse Berlin            |
| 6                        | Finn Lemke          | 30 avril 1992            | 33 (19)          | SC Magdebourg            |
| 35                       | Julius Kühn         | 1er avril 1993           | 13 (49)          | VfL Gummersbach          |
| 47                       | Christian Dissinger | 15 novembre 1991         | 15 (38)          | THW Kiel                 |
| 23                       | Steffen Fäth        | 4 avril 1990             | 38 (81)          | Füchse Berlin            |
| 10                       | Fabian Wiede        | 8 février 1994           | 41 (76)          | Füchse Berlin            |
| 25                       | Kai Häfner          | 10 juillet 1989          | 31 (62)          | TSV Hannover-Burgdorf    |
| Pivot                    |                     |                          |                  |                          |
| 7                        | Patrick Wiencek     | 22 mars 1989             | 84 (190)         | THW Kiel                 |
| 13                       | Hendrik Pekeler     | 2 juillet 1991           | 54 (76)          | Rhein-Neckar Löwen       |

## Résultats

### Qualifications
L'Équipe d'Allemagne masculine de handball décroche son billet pour le tournoi olympiques à l'issue du Championnat d'Europe masculin de handball 2016 se déroulant en Pologne qu'il remporte.

### Résultats détaillés
Remarque : toutes les heures sont locales (UTC−3). En Europe (UTC+2), il faut donc ajouter 5 heures.

#### Groupe B
|   | Équipe    | Pts | J | G | N | P | Bp  | Bc  | Diff | Dép |
| - | --------- | --- | - | - | - | - | --- | --- | ---- | --- |
| 1 | Allemagne | 8   | 5 | 4 | 0 | 1 | 153 | 141 | 12   | +3  |
| 2 | Slovénie  | 8   | 5 | 4 | 0 | 1 | 137 | 126 | 11   | -3  |
| 3 | Brésil    | 5   | 5 | 2 | 1 | 2 | 141 | 150 | -9   | -   |
| 4 | Pologne   | 4   | 5 | 2 | 0 | 3 | 139 | 140 | -1   | -   |
| 5 | Égypte    | 3   | 5 | 1 | 1 | 3 | 129 | 143 | -14  | -   |
| 6 | Suède     | 2   | 5 | 1 | 0 | 4 | 132 | 131 | 1    | -   |

|  | Qualifié pour les quarts de finale                                                                                     |
|  | Éliminé |
|  | Pts points ; J joués ; G victoires ; N nuls ; P défaites BP buts marqués ; BC buts encaissés ; Diff différence de buts |

| 7 août 2016 11 h 30 | Suède       | 29 - 32   | Allemagne | Future Arena, Rio de Janeiro Arbitrage : Hansen, Gjeding |
| 7 août 2016 11 h 30 | Tollbring 8 | (15 - 18) | Kühn 7    | Future Arena, Rio de Janeiro Arbitrage : Hansen, Gjeding |
| 7 août 2016 11 h 30 | ×4 ×9 ×1    | Rapport   | ×3 ×9     | Future Arena, Rio de Janeiro Arbitrage : Hansen, Gjeding |

| 9 août 2016 11 h 30 | Allemagne                 | 32 - 29   | Pologne     | Future Arena, Rio de Janeiro Arbitrage : Raluy López, Sabroso Ramírez |
| 9 août 2016 11 h 30 | Gensheimer, Wiede, Kühn 5 | (16 - 14) | Bielecki 10 | Future Arena, Rio de Janeiro Arbitrage : Raluy López, Sabroso Ramírez |
| 9 août 2016 11 h 30 | ×4 ×6 ×1                  | Rapport   | ×3 ×5       | Future Arena, Rio de Janeiro Arbitrage : Raluy López, Sabroso Ramírez |

| 11 août 2016 16 h 40 | Brésil          | 33 - 30   | Allemagne           | Future Arena, Rio de Janeiro Arbitrage : Horáček, Novotný |
| 11 août 2016 16 h 40 | Fábio Chiuffa 8 | (17 - 16) | Häfner, Reichmann 6 | Future Arena, Rio de Janeiro Arbitrage : Horáček, Novotný |
| 11 août 2016 16 h 40 | ×2 ×4 ×1        | Rapport   | ×4 ×5 ×1            | Future Arena, Rio de Janeiro Arbitrage : Horáček, Novotný |

| 13 août 2016 9 h 30 | Slovénie  | 25 - 28   | Allemagne    | Future Arena, Rio de Janeiro Arbitrage : Nachevski, Nikolov |
| 13 août 2016 9 h 30 | Dolenec 6 | (12 - 11) | Gensheimer 6 | Future Arena, Rio de Janeiro Arbitrage : Nachevski, Nikolov |
| 13 août 2016 9 h 30 | ×3 ×6     | Rapport   | ×4 ×8        | Future Arena, Rio de Janeiro Arbitrage : Nachevski, Nikolov |

| 15 août 2016 11 h 30 | Allemagne    | 31 - 25   | Égypte  | Future Arena, Rio de Janeiro Arbitrage : Hansen, Gjeding |
| 15 août 2016 11 h 30 | Gensheimer 7 | (15 - 12) | Sanad 7 | Future Arena, Rio de Janeiro Arbitrage : Hansen, Gjeding |
| 15 août 2016 11 h 30 | ×2 ×9        | Rapport   | ×1 ×3   | Future Arena, Rio de Janeiro Arbitrage : Hansen, Gjeding |

#### Quart de finale
| 17 août 2016 13 h 30 | Allemagne                      | 34 - 22   | Qatar    | Future Arena, Rio de Janeiro Affluence : 7 518 Arbitrage : Lah, Sok |
| 17 août 2016 13 h 30 | Gensheimer, Reichmann, Wiede 5 | (16 - 12) | Capote 9 | Future Arena, Rio de Janeiro Affluence : 7 518 Arbitrage : Lah, Sok |
| 17 août 2016 13 h 30 | ×3 ×5                          | Rapport   | ×3 ×1    | Future Arena, Rio de Janeiro Affluence : 7 518 Arbitrage : Lah, Sok |

#### Demi-finale
| 19 août 2016 15 h 30 | France     | 29 - 28   | Allemagne     | Future Arena, Rio de Janeiro Affluence : 8 795 Arbitrage : Hansen, Gjeding |
| 19 août 2016 15 h 30 | Narcisse 7 | (16 - 13) | Gensheimer 11 | Future Arena, Rio de Janeiro Affluence : 8 795 Arbitrage : Hansen, Gjeding |
| 19 août 2016 15 h 30 | ×3 ×4      | Rapport   | ×3 ×5         | Future Arena, Rio de Janeiro Affluence : 8 795 Arbitrage : Hansen, Gjeding |

#### Match pour la médaille de bronze
| 21 août 2016 10 h 30 | Pologne               | 25 - 31   | Allemagne   | Future Arena, Rio de Janeiro Affluence : 7 589 Arbitrage : Horáček, Novotný |
| 21 août 2016 10 h 30 | Lijewski, Krajewski 5 | (13 - 17) | Reichmann 7 | Future Arena, Rio de Janeiro Affluence : 7 589 Arbitrage : Horáček, Novotný |
| 21 août 2016 10 h 30 | ×1 ×5                 | Rapport   | ×3 ×5       | Future Arena, Rio de Janeiro Affluence : 7 589 Arbitrage : Horáček, Novotný |

## Statistiques et récompenses

### Récompenses
Un seul joueur est retenu dans l’équipe-type de la compétition : Uwe Gensheimer au poste d’ailier gauche.

### Buteurs
Avec 49 buts marqués sur 62 tirs, Uwe Gensheimer est le 3e meilleur buteur de la compétition.
Avec 41 buts marqués sur 50 tirs, Tobias Reichmann est le 5e meilleur buteur de la compétition.

### Gardiens de buts
Avec 40,0 % d’arrêts (26 arrêts sur 65 tirs), Silvio Heinevetter est le meilleur gardien de but de la compétition.
Avec 30,3 % d’arrêts (69 arrêts sur 228 tirs), Andreas Wolff est le 9e meilleur gardien de but de la compétition.